# Lubniewice
Lubniewice (niem. Königswalde) – miasto w województwie lubuskim, w powiecie sulęcińskim, siedziba gminy miejsko-wiejskiej Lubniewice, położone nad jeziorami Lubiąż i Krajnik. Nieopodal znajduje się także największe jezioro w okolicy – Lubniewsko. Miasto zamieszkuje około dwóch tysięcy osób, co czyni je jednym z najmniejszych miast w Polsce.

## Położenie
Miasto znajduje się w środkowej części województwa lubuskiego w powiecie sulęcińskim na terenach o dużej lesistości; rozłożone jest w wąskim pasie pomiędzy dwoma jeziorami Lubiąż i Krajnik. Dodatkowo w pobliżu granic miasta znajduje się szereg innych jezior np. Lubniewsko, Krzywe i Karpnik. Miasto położone jest przy drodze wojewódzkiej nr 136. Odchodzi też stąd droga lokalna do Bledzewa i Skwierzyny.
Lubniewice leżą w historycznej Wielkopolsce, a dokładnie na pograniczu Wielkopolski i ziemi lubuskiej.
Według danych z 31 grudnia 2011 r. powierzchnia miasta wynosiła 12,11 km².

## Historia

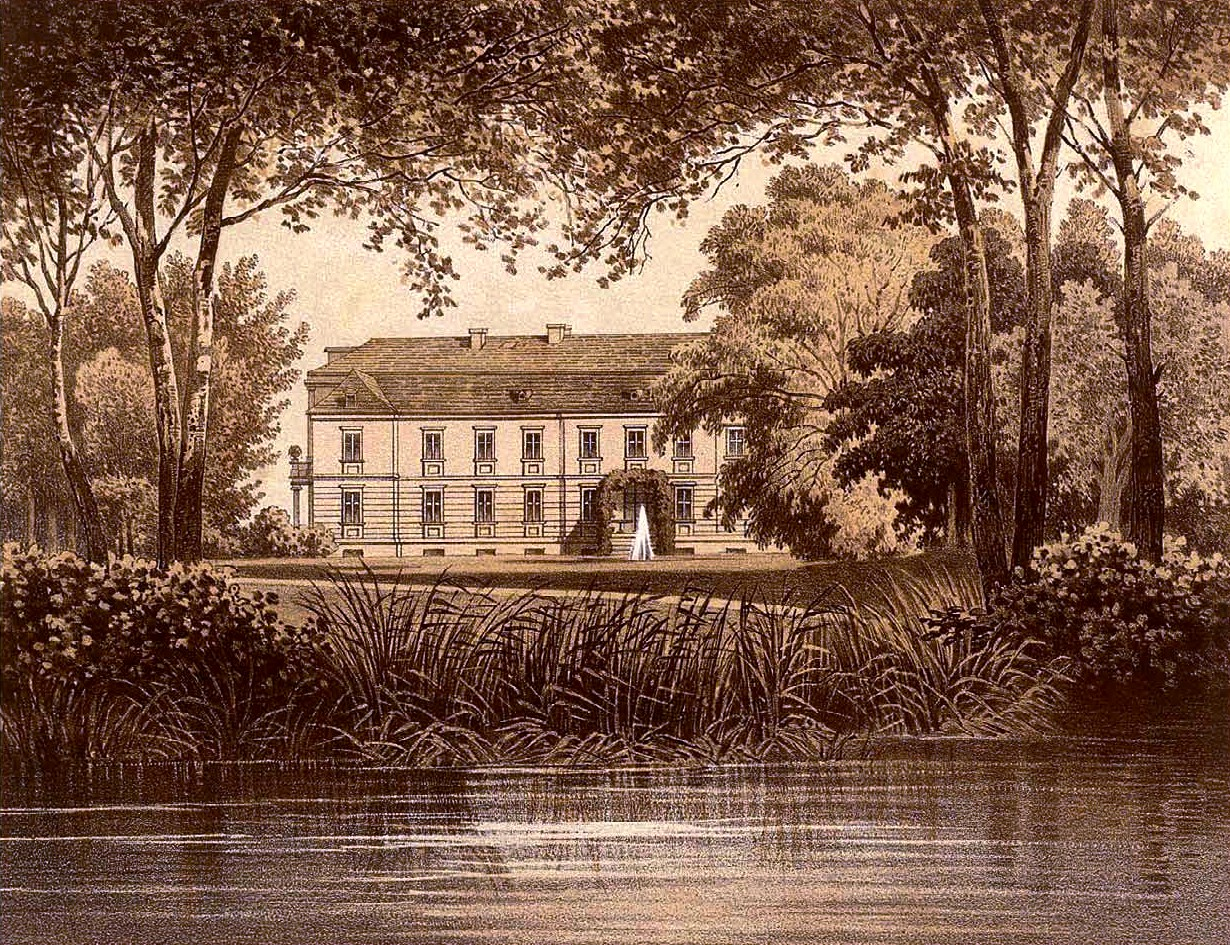
„Stary zamek” na rys. z XIX wieku

Pierwsza wzmianka o Lubniewicach datowana jest na 1287 rok, kiedy to nazwa miasta znalazła się w dokumentach księcia Przemysła II. Lubniewice stanowiły wówczas część księstwa wielkopolskiego w obrębie rozbitej dzielnicowo Polski. Pierwsze zapiski o osadzie miejskiej pochodzą z 1322 roku. Sięgało tu księstwo głogowskie, w mieście gościł wówczas piastowski książę Henryk IV Wierny. Lubniewiczanie zajmowali się wówczas łowiectwem i szeroko pojętym rzemiosłem.
Po uchwale sejmowej z 1658 nakazującej braciom polskim opuszczenie granic Rzeczypospolitej ich grupa osiedliła się m.in. w Lubniewicach.
Kaznodzieją i ministrem zboru w Lubieniewicach w pierwszych latach XVIII w. był Samuel Crell-Spinowski. W 1751 roku, w związku z odkryciem złóż ałunu otworzono kopalnię. Nastąpił szybki rozwój miasta. Wkrótce jednak wojska rosyjskie idące na Brandenburgię dokonały zniszczeń i kradzieży w owej kopalni, co doprowadziło do jej zamknięcia, a miasto popadło w stagnację. Sytuacja ta uległa zmianie w drugiej połowie XVIII wieku, kiedy to zaczęło się rozwijać włókiennictwo i handel suknem. Zaczęto zakładać hodowle jedwabników, a w efekcie uruchomiono przędzalnię jedwabiu. Był także okres w dziejach Lubniewic, kiedy w miejskich ogrodach i na działkach uprawiano chmiel.
W 1808 roku Lubniewice otrzymały prawa miejskie. W 1945 roku miejscowość znalazła się ponownie w granicach Polski i zakwalifikowano ją do wsi. Dotychczasową ludność wysiedlono do Niemiec.
W latach 1975–1998 miasto administracyjnie należało do woj. gorzowskiego.
W 1994 roku gmina Lubniewice uzyskała tytuł „Najbardziej Ekologicznej Gminy w Polsce”. 30 grudnia 1994 roku staraniem samorządu i mieszkańców miasta Lubniewice odzyskały prawa miejskie.

## Demografia
Piramida wieku mieszkańców Lubniewic w 2014 roku, na podstawie danych GUS.

Według danych z 2015 roku miasto miało 2069 mieszkańców i 2019 mieszkańców w roku 2018.
| Dane historyczne | Dane historyczne | Dane historyczne |
| Rok              | Ludność          | Zm., %           |
| ---------------- | ---------------- | ---------------- |
| 1843             | 1333             | –                |
| 1871             | 1400             | 5%               |
| 1880             | 1592             | 13,7%            |
| 1890             | 1600             | 0,5%             |
| 1900             | 1440             | −10%             |
| 1910             | 1314             | −8,8%            |
| 1925             | 1568             | 19,3%            |
| 1939             | 1338             | −14,7%           |
| 2010             | 1927             | 44%              |
| [ 11 ] [ 12 ]    |                  |                  |

## Zabytki
Do wojewódzkiego rejestru zabytków wpisane są:
- rzymskokatolicki kościół parafialny pod wezwaniem Matki Bożej Różańcowej, gotycki z połowy XV wieku-XV wieku, z wieżą z 1882 roku; wyposażenie kościoła pochodzi z XVII i XVIII w.
- zespół pałacowy, z XVIII-XX wieku:

• pałac, wybudowany w 1793 roku, w stylu neoklasycznym; przebudowany w 1846 roku, zwany „starym zamkiem”
• pałac, monumentalny, neorenesansowy z 1909 roku, z neogotycką wieżą widokową, zwany „nowym zamkiem”
• park z XIX wieku
- dom, ul. Jana Pawła II (dawnej ul. Bohaterów Stalingradu 35), szachulcowo-murowany, z 1781 roku

inne zabytki:
- zabytkowe kamieniczki.

pomniki:
- kamień pamiątkowy dedykowany Osadnikom Wojskowym I i II Armii Wojska Polskiego na Placu Kasztanowym

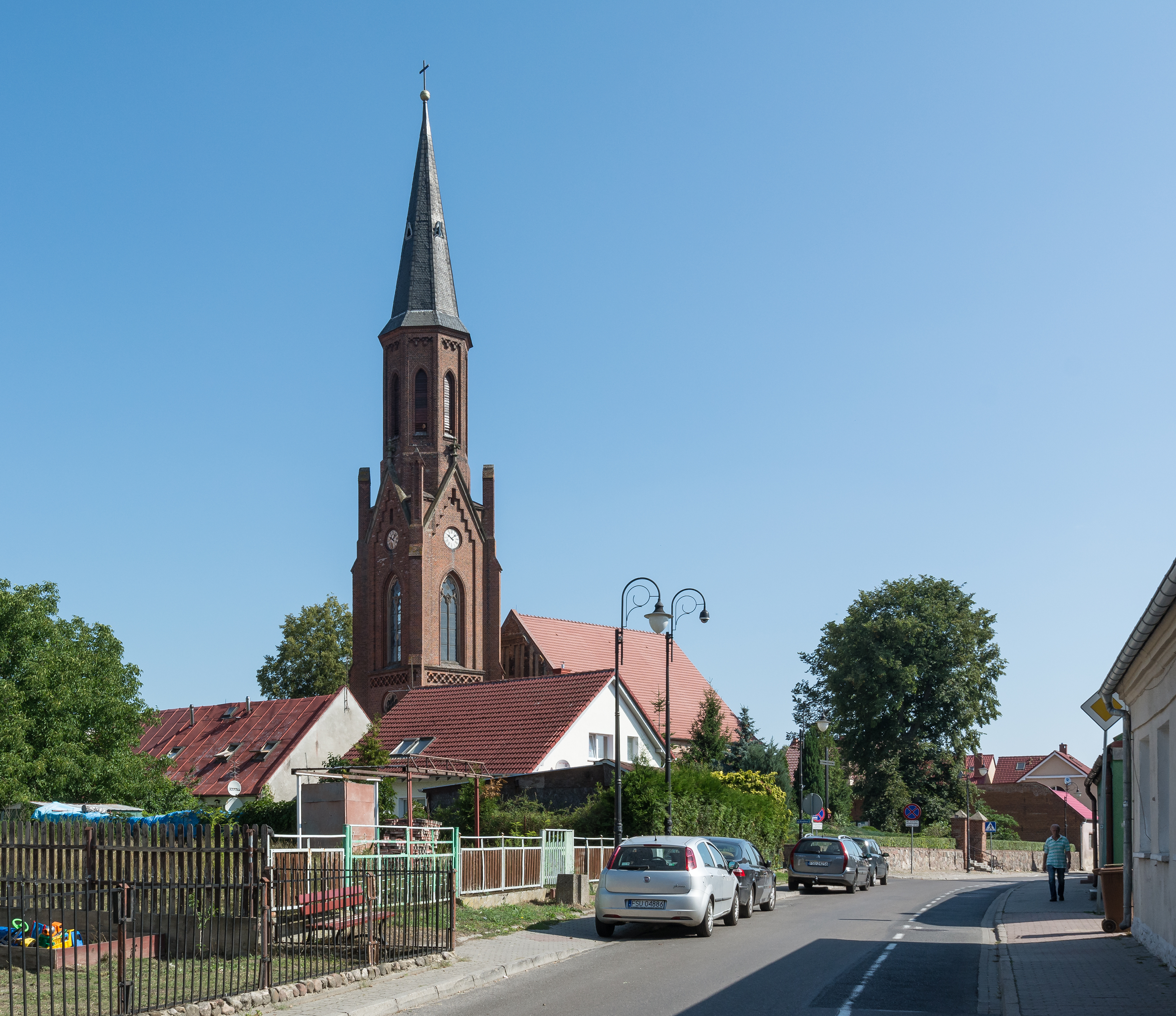
Kościół Matki Bożej Różańcowej
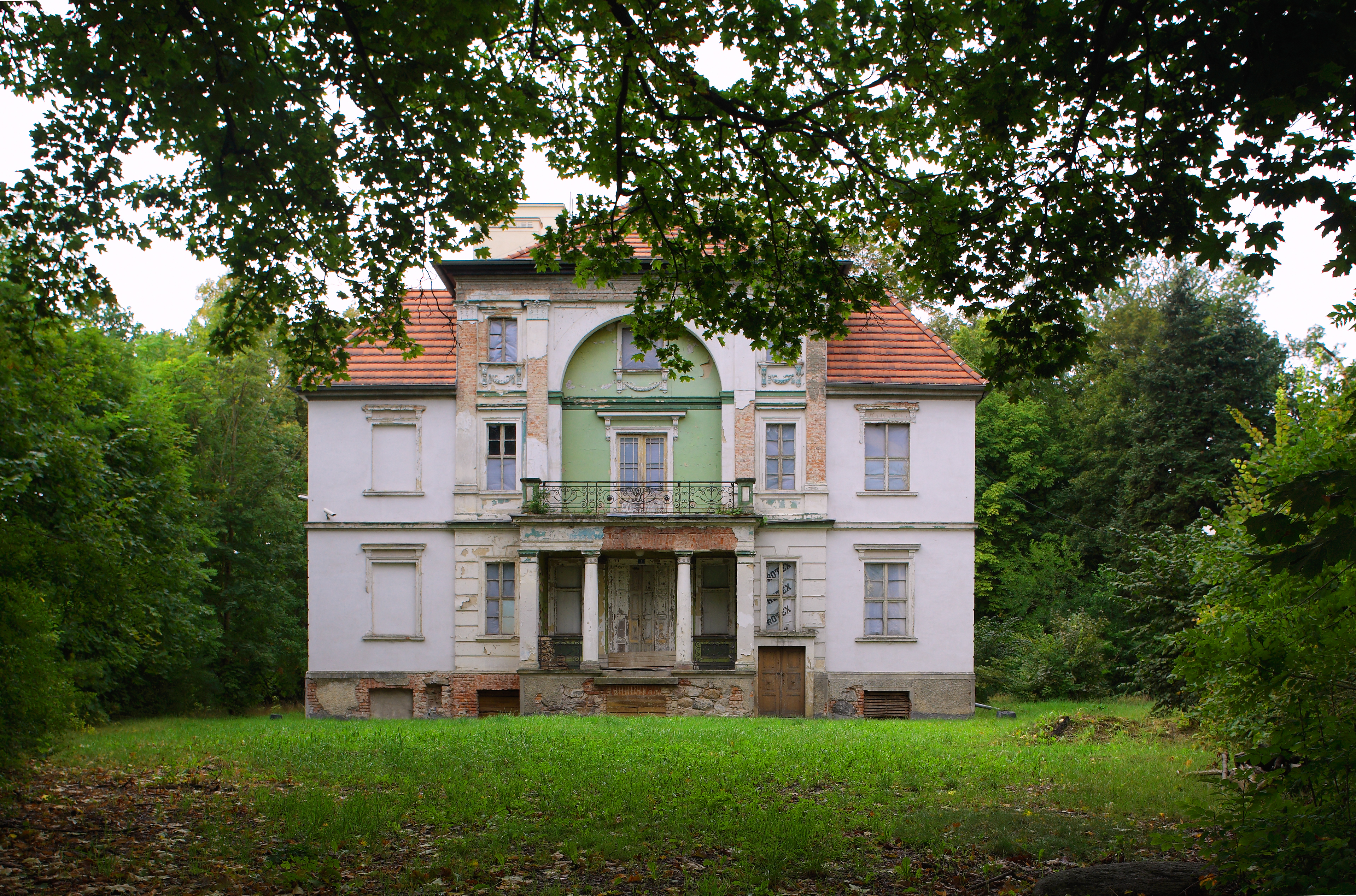
„Stary zamek” z 1793 roku
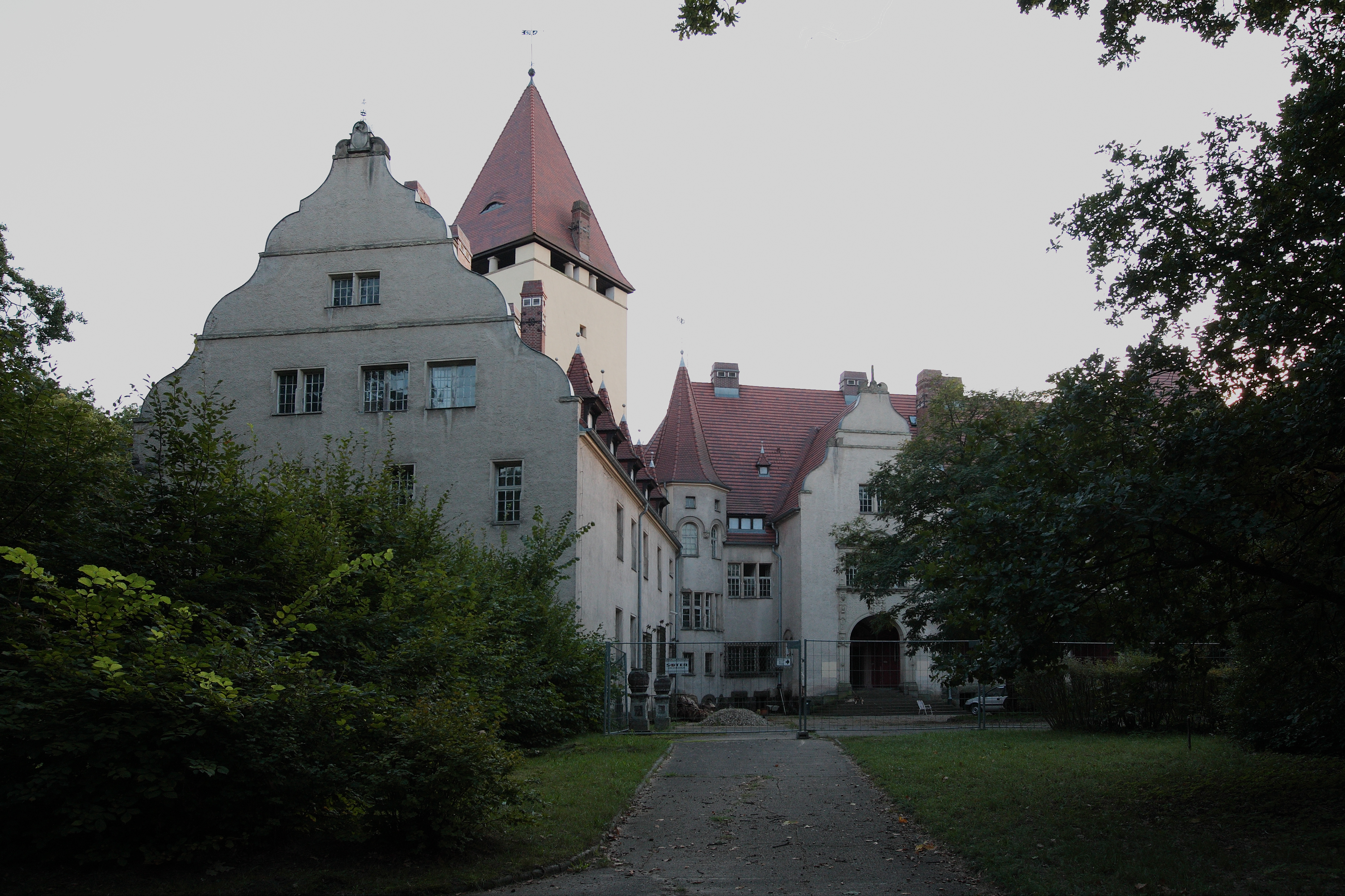
„Nowy zamek” z 1909 roku
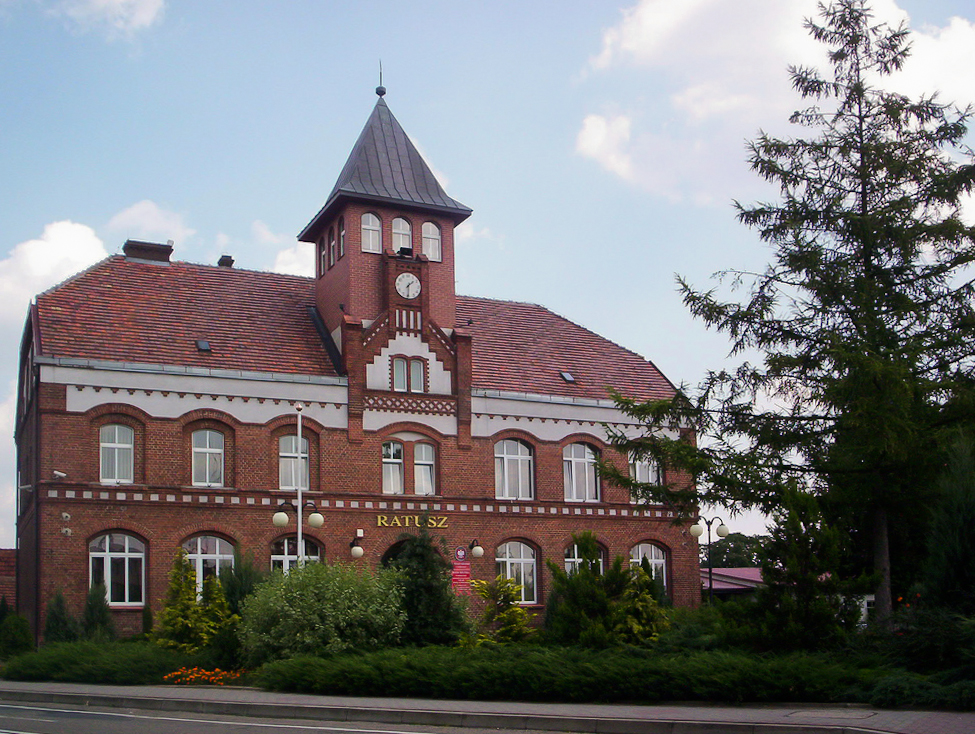
Ratusz
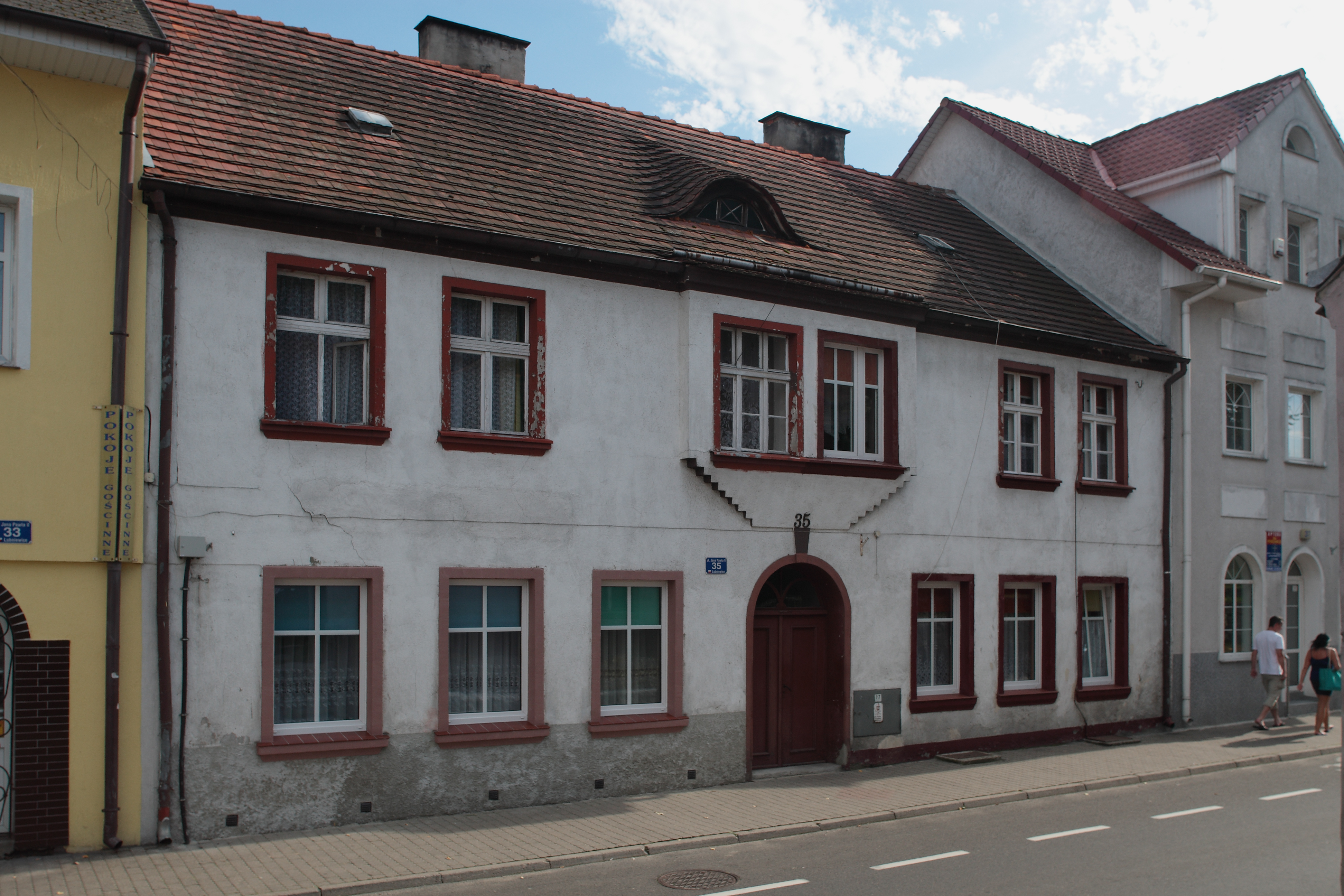
Dom przy ul. Jana Pawła II 35

## Kultura

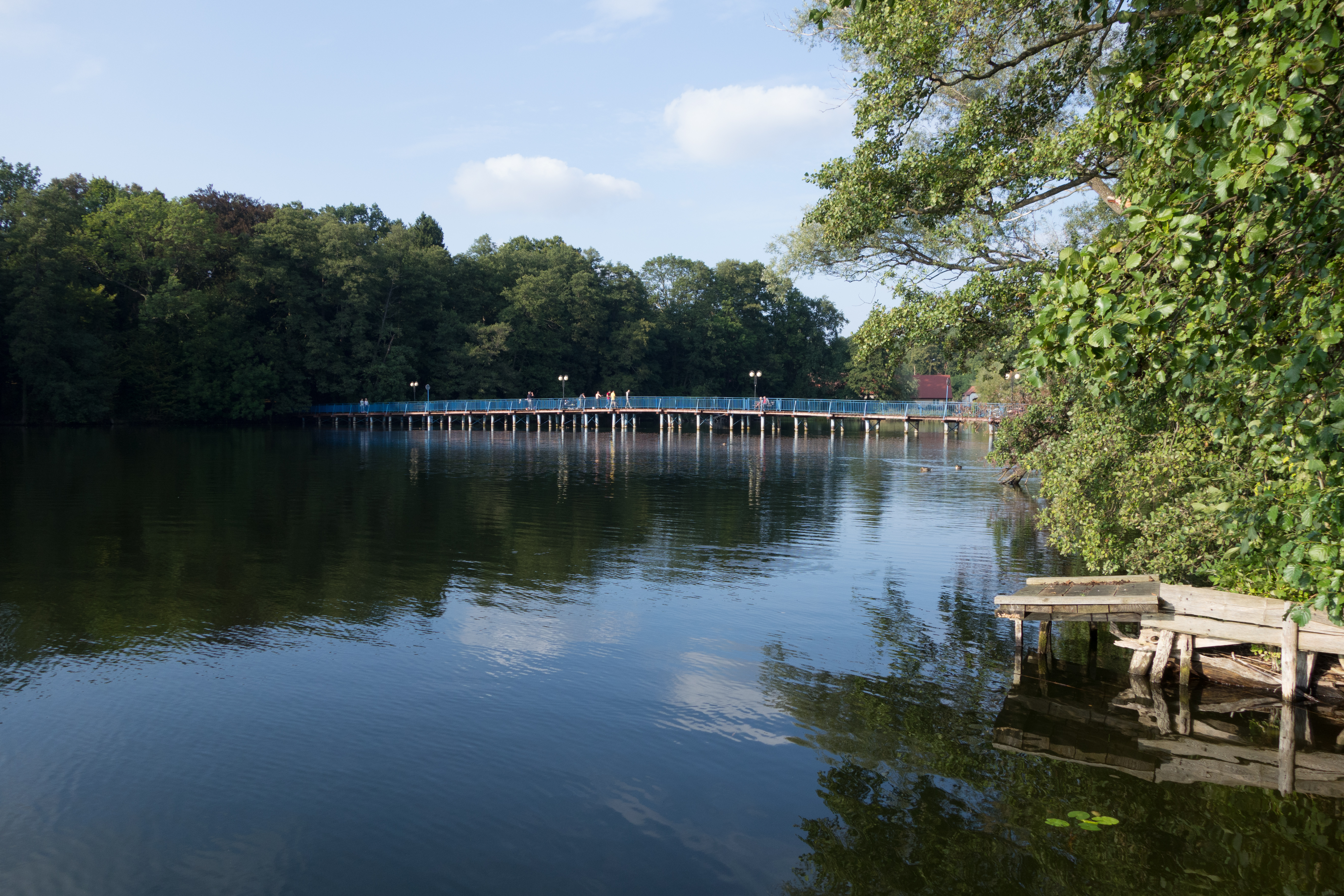
Park Miłości im. dr Michaliny Wisłockiej

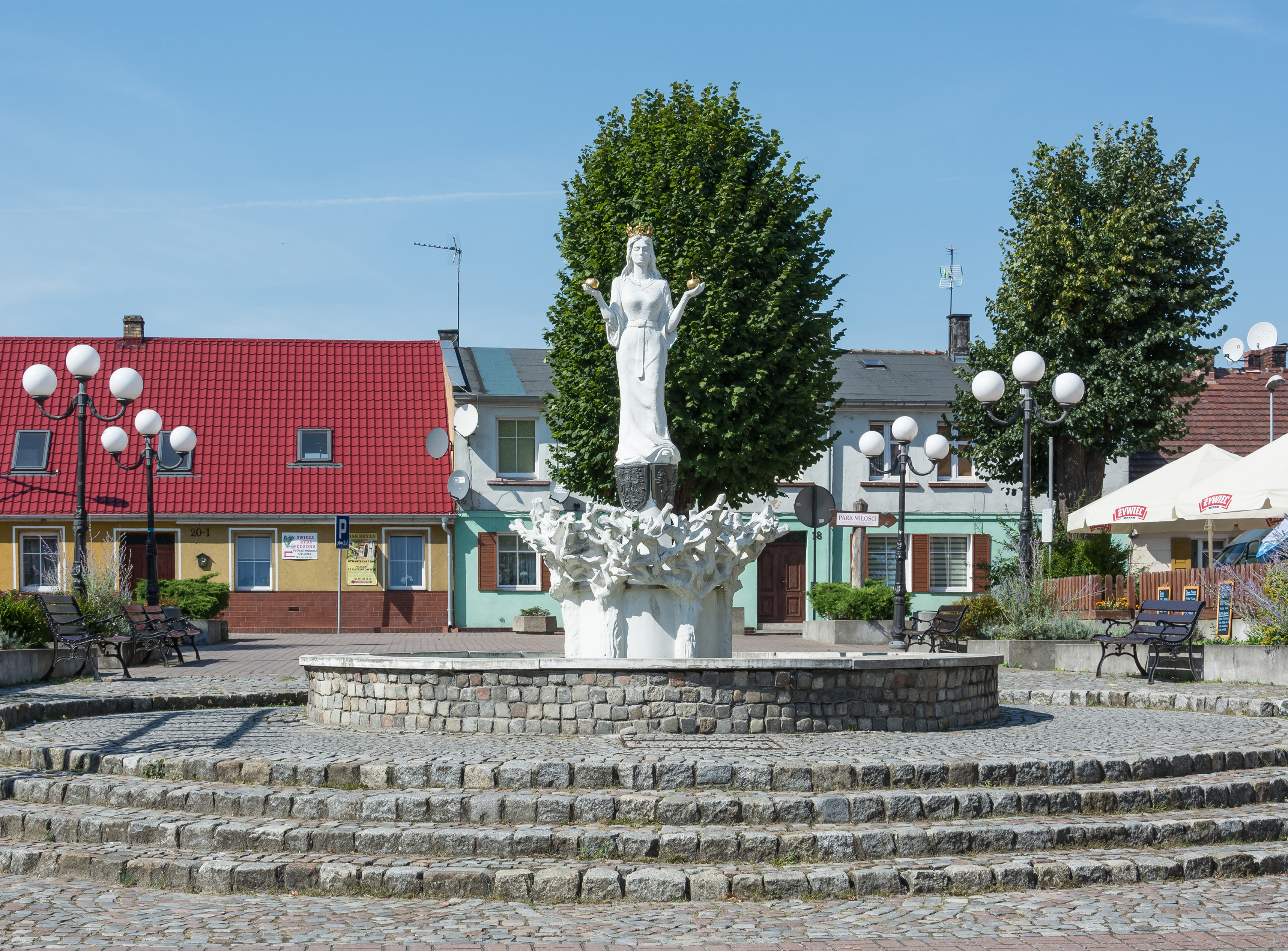
Fontanna z rusałką

W mieście organizowane są cykliczne imprezy kulturalne, m.in.:
- Dni Lubniewic,
- Gminne Zawody Sportowo-Pożarnicze,
- Warsztaty Artystyczne,
- Święto Sandacza
- Zawody Wędkarskie o Puchar Burmistrza.

## Gospodarka
Miasto jest lokalnym ośrodkiem usługowo-handlowym i przemysłowym. Brak tutaj uciążliwego przemysłu, co dodatnio wpływa na walory turystyczne miasteczka. Do największych przedsiębiorstw należy Zakład Przetwórstwa Drzewnego „Lubdrew”, nadleśnictwo Lubniewice. Ze względu na znakomite walory rekreacyjne i turystyczne powstały tutaj liczne ośrodki wypoczynkowe i ośrodki czynnej rekreacji. W mieście rozwija się handel i usługi. Istnieją tutaj: ośrodek zdrowia, liczne sklepy, restauracje i hotele.

## Sport
W mieście funkcjonuje piłkarski Klub Sportowy „Lubniewiczanka” Lubniewice, który został założony w 1948 roku i występuje gorzowskiej klasie okręgowej. Obiektem domowym zespołu jest Stadion Miejski w Lubniewicach o pojemności 500 widzów.

## Współpraca międzynarodowa
Gminy partnerskie:
- Schöneiche bei Berlin[15]
- Sävsjö[15]